# همیلتون ریکارد
همیلتون ریکارد (اسپانیایی: Hámilton Ricard Cuesta‎؛ زادهٔ ۱۲ ژانویهٔ ۱۹۷۴) یک بازیکن فوتبال اهل کلمبیا است.

## تیم ملی
وی همچنین در تیم ملی فوتبال کلمبیا بازی کرده است.